# Tang Jiali
Tang Jiali (chinesisch 唐佳丽, Pinyin Tāng Jiālì; * 16. März 1995 in Mudanjiang, Heilongjiang) ist eine chinesische Fußballspielerin.

## Karriere

### Klub
Im Januar 2018 wechselte sie von Shanghai Shengli zu Jiangsu Yinhao, wobei sie dann Anfang 2020 wieder zu Shengli zurückkehrte. Im Sommer 2021 machte sie dann auf Leihbasis den Wechsel nach England, wo sie sich Tottenham Hotspur anschloss. Nach zehn eher kurzen Ligaeinsätzen verlässt sie den Klub aber nach dem Ende der Saison schon wieder und wechselt weiter auf Leihbasis nach Spanien, wo sie dann für den Madrid CFF spielte. Hier kam sie in lediglich fünf Partien von Oktober bis November 2022 zum Einsatz. Seit Ende Januar 2023 ist zu nun wieder zurück in Shanghai.

### Nationalmannschaft
Mit der U17 nahm sie unter anderem an der Weltmeisterschaft 2012 teil und erzielte hier bei drei Einsätzen ein Tor. Auch mit der U20 nahm sie an der Weltmeisterschaft 2014 teil und erzielte hier ebenfalls in ihren drei Spielen ein Tor. 
Mit der chinesischen A-Nationalmannschaft hatte sie ihr Debüt dann im Jahr 2014. Bei der Weltmeisterschaft 2015, war sie auch Teil des Kaders und kam ab dem zweiten Gruppenspiel in allen Partien der Mannschaft zum Einsatz mit sie am Ende das Viertelfinale erreichte. Bei der Asienmeisterschaft 2018 wiederum kam sie nur in zwei der Gruppenspiele zu Kurzeinsätzen, erzielte hierbei aber in der zweiten Partie zumindest ein Tor. Bei der Asienmeisterschaft 2022 kam sie dann schon auf mehr Einsätze und gewann am Ende hier mit ihren Mitspielerinnen nach einem 3:2-Sieg im Finale über Südkorea den Titel. Im Finale erzielte sie dabei ein Tor als auch einen Assist. Über das gesamte Turnier gesehen sammelte sie insgesamt 4 Treffer. Durch den Titel qualifizierte sie sich mit ihrer Mannschaft dann auch für die Weltmeisterschaft 2023.